# Charles City (Iowa)
Charles City – miasto w Stanach Zjednoczonych, w stanie Iowa, siedziba hrabstwa Floyd.

## Demografia
W 2000 liczyło 7812 mieszkańców. W 2023 liczba mieszkańców spadła do 7228 osób, a gęstość zaludnienia poniżej 447 osób/km².